# トゥルグ・ムレシュ
トゥルグ・ムレシュ （ルーマニア語: Târgu Mureș; ハンガリー語: Marosvásárhely, (Székely-)Vásárhely; ドイツ語: Neumarkt am Mieresch; ラテン語: Novum Forum Siculorum）は、ルーマニア、トランシルヴァニア地方の都市。ムレシュ県の県都。Tîrgu Mureșとルーマニア語で綴られることもある。

## 歴史
トゥルグ・ムレシュが初めて記録上に登場したのは、教皇庁の登記で、ノヴム・フォルム・シクロルム（Novum Forum Siculorum）の名であった。
1405年、ハンガリー王で神聖ローマ皇帝であったジギスムントが、市を開く権利をトゥルグ・ムレシュの町に授けた（当時の市名はハンガリー語名セーケイヴァーシャールヘイSzékelyvásárhelyであった）。1482年、マーチャーシュ1世は市を王立定住地とした。1616年には自治体となり、市名をマロシュヴァーシャールヘイ（Marosvásárhely）とした（ルーマニア語のTârgu Mureșのtârg及び、ハンガリー語vásárはどちらも市場を意味していた）。1754年、トランシルヴァニア公国の最高裁判所が置かれたことから、社会、経済での活発な成長を経験することとなった。
ハプスブルク領内での1848年革命の首領アヴラム・ヤンクは、トランシルヴァニアでルーマニア人の権利獲得闘争を始める前は、トゥルグ・ムレシュの若い弁護士であった。
1880年、ポーランドの将軍ユゼフ・ベム像が、市中心部のロセス広場に設置された。1893年、同様にコッシュート・ラヨシュの像も置かれた。1907年にはラーコーツィ・フェレンツ2世像が置かれた。この3体の像は、第一次世界大戦後の1923年に取り払われた。

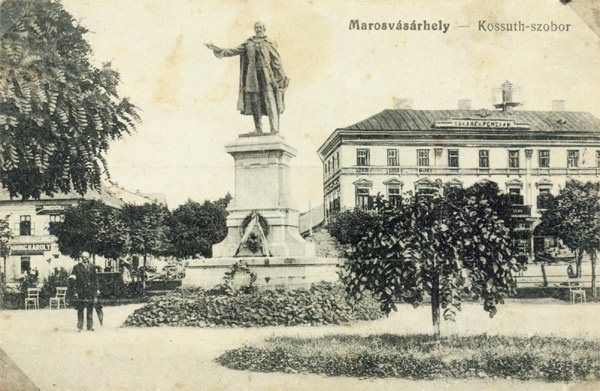
かつてあったコッシュート像

市の県内での存在は、19世紀終盤と20世紀初頭に大きく変化した。1913年、トランシルヴァニアでのウィーン分離派様式を採用した市庁舎が、市長ジョルジ・ベルナージの都市再開発の一部として開館した。経済の成功は第二次世界大戦まで続いた。対立の後、トゥルグ・ムレシュはトランシルヴァニアの他と同様にルーマニアへ併合され、オショルヘユ（Oșorheiu）と改名した。1910年には89％をハンガリー人人口が占める一方、20世紀半ばにはルーマニア人人口が増加した。
1940年から1944年、第二次ウィーン裁定の結果、トゥルグ・ムレシュを含むルーマニア北部がハンガリーへ割譲された。この時期、ユダヤ人ゲットーが市内につくられた。ルーマニア人が市の支配を取り戻すのは、大戦末期の1944年10月だった。
第二次世界大戦後、ルーマニア共産主義政権は重厚な工業化政策を指揮し、完全に共同体の体裁を変え、1952年にはハンガリー人自治区の首都が置かれた（1968年に廃止）。その後、トゥルグ・ムレシュはムレシュ県の経済、社会の中心地となった。
1990年3月、共産主義政権を倒したルーマニア革命のすぐ後、トゥルグ・ムレシュは少数派ハンガリー人とルーマニア人との暴力的対決の舞台となった（en:Ethnic clashes of Târgu Mureș）。
2000年、トゥルグ・ムレシュ人口の相当な割合が、恒常的に外国へ出稼ぎに流出し始めた。地元経済は多様な投資が地域に投入されたことで、強さを取り戻し始めた。
トゥルグ・ムレシュには、多くのハンガリー住民が暮らし、その一部はセーケイ人を自認している。2003年以後、一部のセーケイ人組織が、自治県の中心地になろうと宣伝を行ってきた。現市長ドリン・フロレアは、初の直接選挙で選出されたルーマニア人市長であるが、市議会はハンガリー人が多数派を維持している。

## 統計

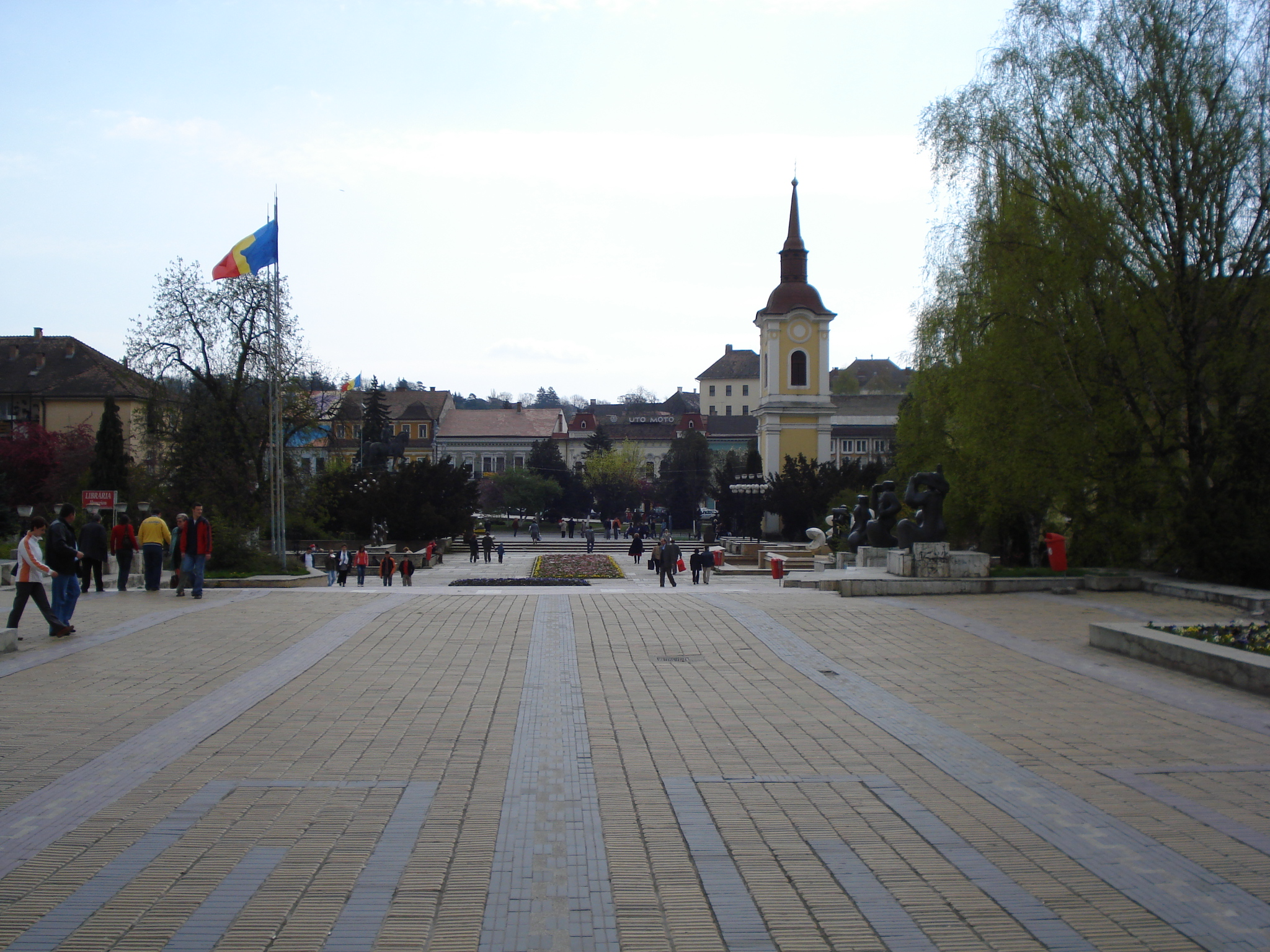
劇場広場

2011年の調査によると、基礎自治体トゥルグ・ムレシュの人口は127,849人で、民族比は以下のようになっている。
| 民族         | 人数   | %      |
| ------------ | ------ | ------ |
| ルーマニア人 | 66,441 | 51,96% |
| ハンガリー人 | 57,362 | 44.86% |
| ロマ人       | 3,134  | 2.45%  |
| ドイツ人     | 198    | 0.15%  |
| 不明         | 714    | 0.55%  |

2011年の調査は、初めてハンガリー系住民が少数派に登場した。基礎自治体トゥルグ・ムレシュでは公用語はルーマニア語とハンガリー語となっており、行政、司法、教育、公の表示などで公式に使用されている。

## 交通
- トゥルグ・ムレシュ国際空港 - マレーヴ・ハンガリー航空、ウィズエアーの定期便がある

## ギャラリー

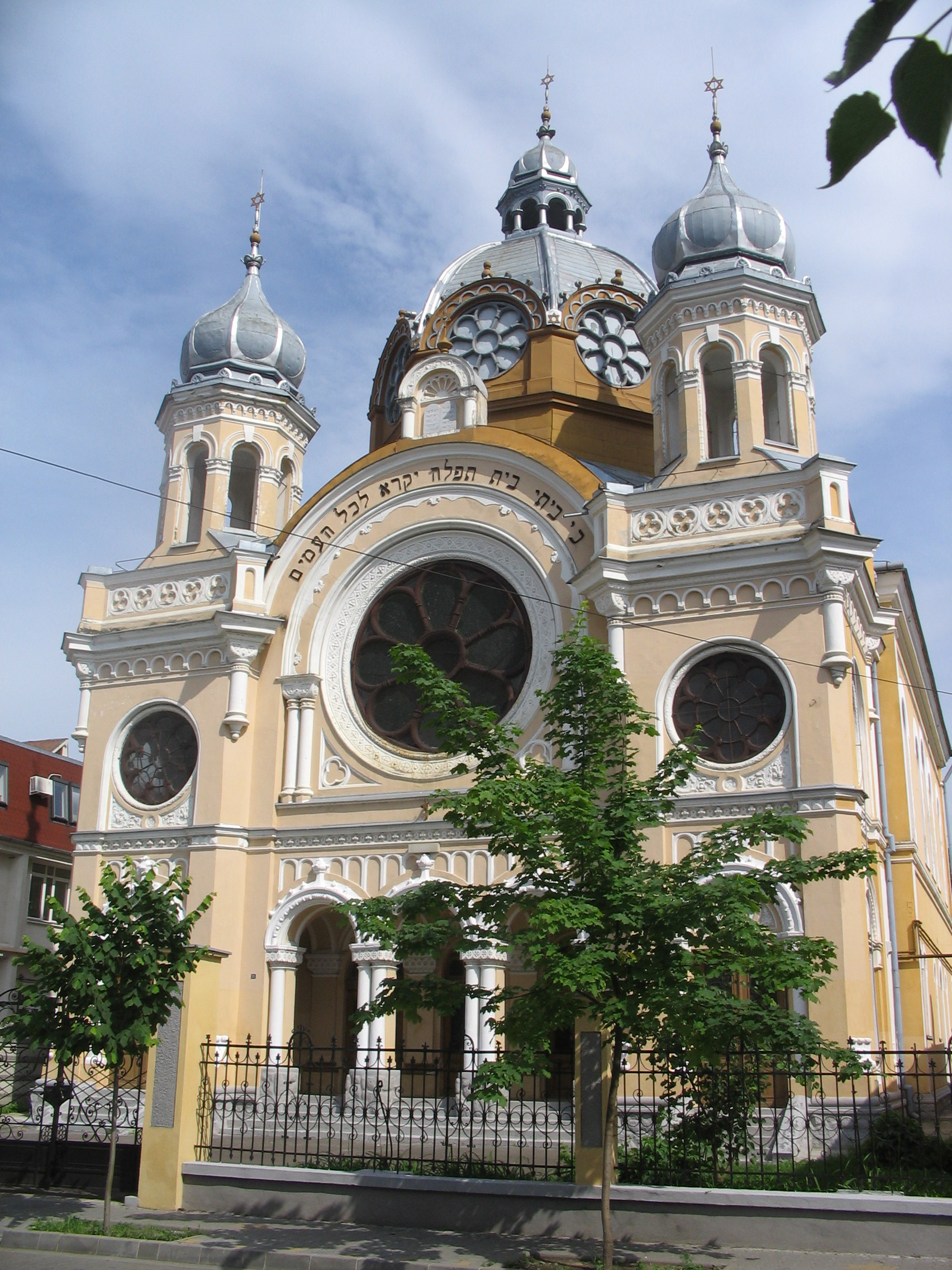
シナゴーグ
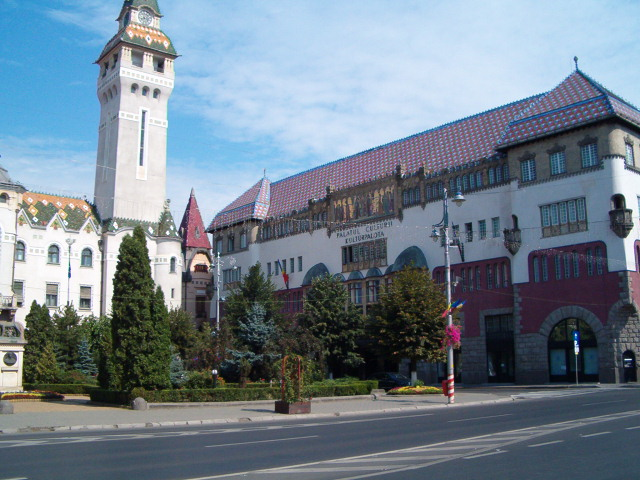
文化宮殿
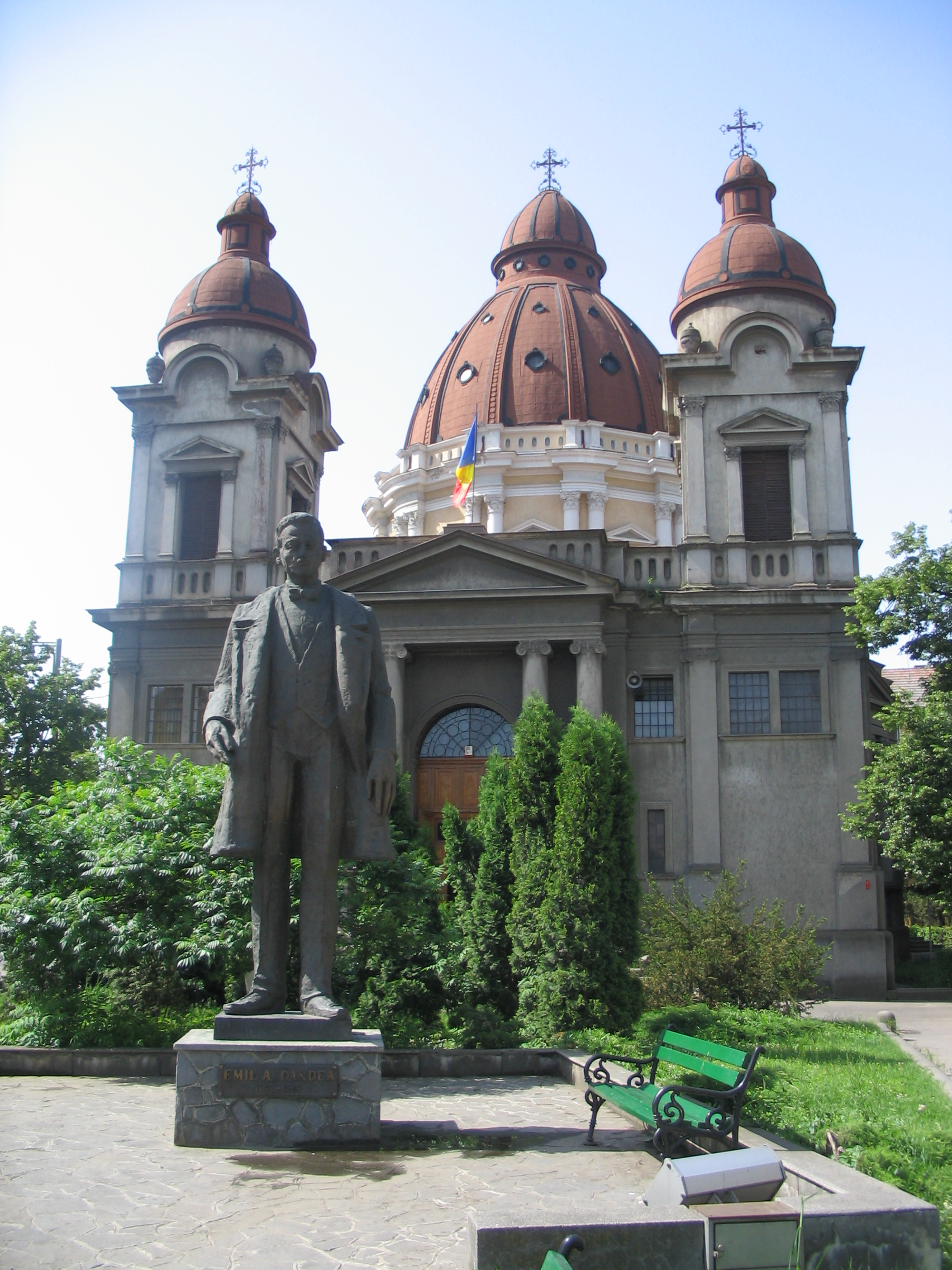
「小聖堂」と呼ばれるブナ・ヴェスティレ教会
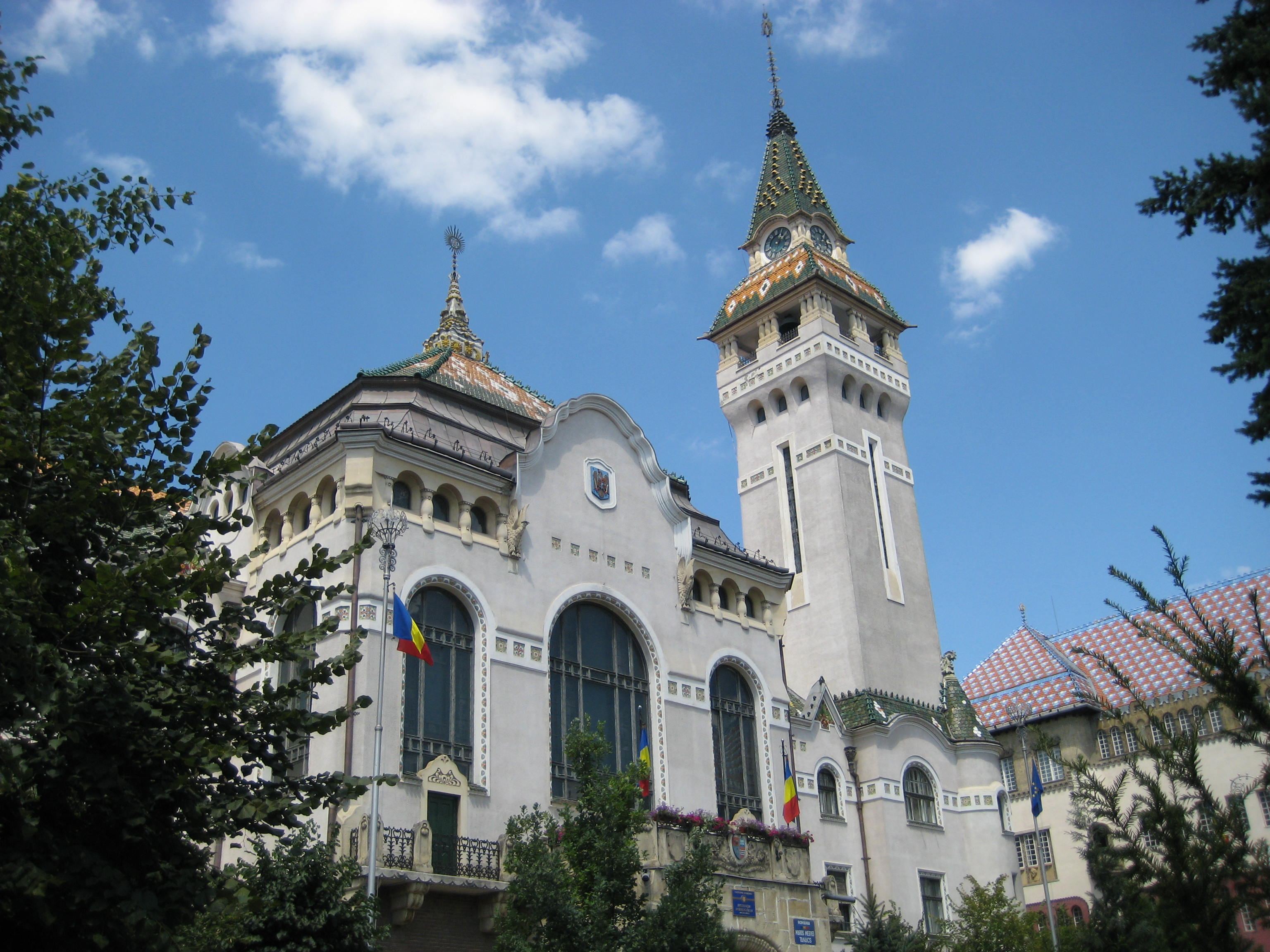
ムレシュ県庁舎

## 姉妹都市
- ボーンマス, イギリス
- イースト・レンフルーシャイア, イギリス
- イルメナウ, ドイツ
- セゲド、ハンガリー
- ケチケメート、ハンガリー

- ブダペスト、ハンガリー
- ザラエゲルセグ、ハンガリー
- バヤ、ハンガリー
- グゼルジャムリ, トルコ